# Partido Völkisch Alemán
El Partido Völkisch Alemán (en alemán: Deutschvölkische Partei, abreviado como DvP), también referido como el Partido Nacional Alemán, fue un partido "völkisch", de carácter racista, antisemita, anticristiano y ocultista en la época del Imperio y que existió desde 1914  hasta 1918. Los presidentes fueron Wilhelm Lattmann (1914-1915) y Ferdinand Werner (1915-1918). El secretario general fue Johannes Henningsen. El partido nace en 1914 producto de la unión del Partido Social y del Partido Reformista y tendrá estrechas relaciones con sociedades secretas tales como la Germanenorden. A menudo se considera a este como una primera versión del NSDAP, incluso anterior al DAP. 

## Historia
El partido fue creado en 1914 fruto de la unión de dos partidos de ultranacionalistas y antisemitas; el Partido Social Alemán, fundado en 1899, y el Partido Reformista Alemán, fundado en 1890 y que tenía alrededor de 14,000 miembros. El partido se describirá a sí mismo como "una fuerza popular contra el parlamentarismo". Su discurso racista se centraba especialmente en el antisemitismo y se basaba en la "cognición racial" como factor decisivo de la "política racial alemana". Sus partidarios vieron al movimiento Volkish, que buscaba las raíces del pueblo germánico en su pasado precristiano, como el heredero del movimiento antisemita y trataron de reunir sus viejos cuadros del partido y organizar un nuevo y modernizado partido político. El partido además poseía un fuerte discurso anticristiano, al que percibía como "una religión semita que había pervertido al pueblo alemán y sus raíces". Su estética se basó en el uso de simbología folclórica y pagana, teniendo como emblema oficial del partido al Mjolnir (Martillo de Thor), aunque a inicios de 1917 el partido adoptará como símbolo principal la esvástica. Debido a su carácter racista y profundamente etnicista, el partido consideró que todo lo "extranjero" y "étnico" corrompía la identidad germana y debía eliminarse, incluyendo religiones como el cristianismo. Para ellos Alemania era el "Deutschblütigkeit", la ascendencia sanguínea alemana, por lo que todo lo considerado "undeutsche" (no germánico) debe ser combatido. Su mensaje era accidentalista en la cuestión de la forma de Estado, considerando que lo prioritario era defender la raza y que esta cuestión era secundaria. 
Políticamente, el partido abogó por una política exterior sumamente agresiva, expansionista y colonizadora. El objetivo, como con otras organizaciones de extremistas, era lograr una posición hegemónica de Alemania en Europa. El partido también exigía la expulsión de la población judía, la persecución del mestizaje y el fin de toda la inmigración procedente de Europa del Este. A medida que avanzaba la guerra, su propaganda se tornaría más radical. Su presidente, Ferdinand Werner, intentó convencer y movilizar a las autoridades para actuar contra supuestos "conspiradores judíos" y "traidores a la patria" que pretendían sabotear a Alemania en la contienda.
En el Reichstag, el partido obtuvo cinco diputados. Estos formaron coalición parlamentaria en 1916 con el Freikonservative Partei y el Partido Social Cristiano (al que pese a del anticristianismo del Deutschvölkische Partei, toleraron dado su anticatolicismo, religión al que consideraban una mayor amenaza contra la identidad germana que el luteranismo) creando así la coalición "Deutsche Fraktion". También en la segunda mitad de la guerra, el partido se adhirió a la demanda de la llamada "victoria de la paz" y rechazó la resolución de paz de 1917. 
A raíz de la revolución de noviembre, el partido finalmente se disolvió en 1918. La mayoría de los miembros se unieron a la DNVP, mientras que una minoría al Partido Patriota Alemán. Sin embargo, el Reichsverband, más tarde convertido en el Deutschvölkischer Bund, continuó publicando hasta el 1 de octubre de 1919, cuando el Deutschvölkischer Bund se fusionó con el Schutz- und Trutzbund alemán para formar el Deutschvölkischer Schutz- und Trutzbund.